# Saprochaete japonica
Saprochaete japonica är en svampart som beskrevs av de Hoog & M.T. Sm. 2004. Saprochaete japonica ingår i släktet Saprochaete och familjen Dipodascaceae.   Inga underarter finns listade i Catalogue of Life.